# Guéblange-lès-Dieuze
Guéblange-lès-Dieuze település Franciaországban, Moselle megyében. Lakosainak száma 148 fő (2022. január 1.). Guéblange-lès-Dieuze Blanche-Église, Dieuze, Donnelay, Gelucourt, Juvelize és Lindre-Basse községekkel határos.

## Népesség
A település népességének változása:
| Lakosok száma | 139  | 144  | 139  | 163  | 168  | 170  | 156  | 150  | 146  | 148  |
|               | 1968 | 1982 | 1990 | 2006 | 2013 | 2015 | 2017 | 2019 | 2020 | 2022 |